# I gabestokken
I gabestokken er en dansk film fra 1950, skrevet af Leck Fischer og instrueret af Alice O'Fredericks og Jon Iversen.

## Medvirkende
- Grethe Thordahl
- Jon Iversen
- Lily Broberg
- Ib Schønberg
- Jørgen Reenberg
- Preben Lerdorff Rye
- Peter Malberg
- Betty Helsengreen
- Birthe Backhausen
- Karl Gustav Ahlefeldt
- Else Jarlbak
- John Wittig
- Paula Illemann Feder